# Pico del Veleta

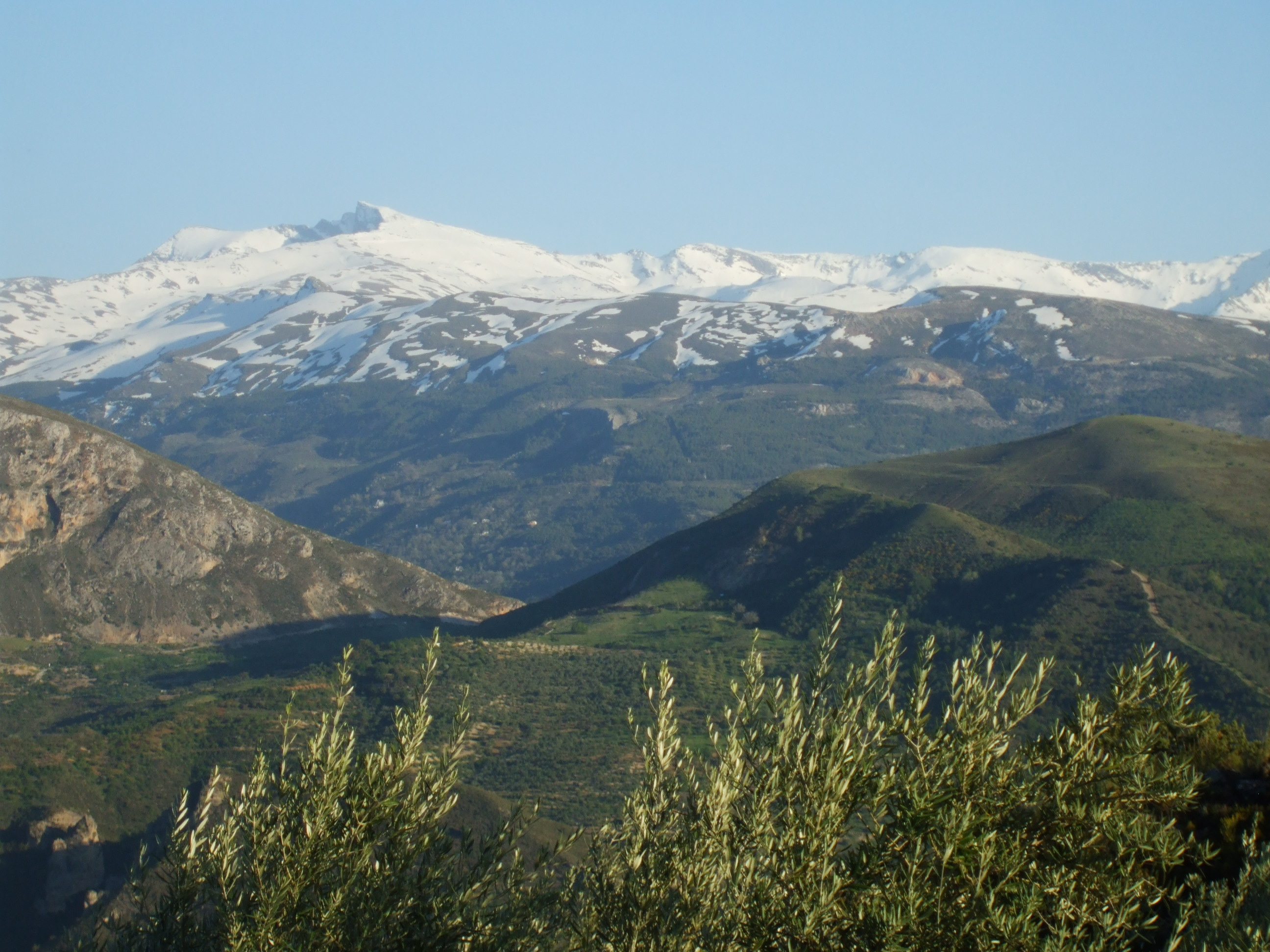
Pico del Veleta im Frühling (Blick aus den Bergen von Quéntar)

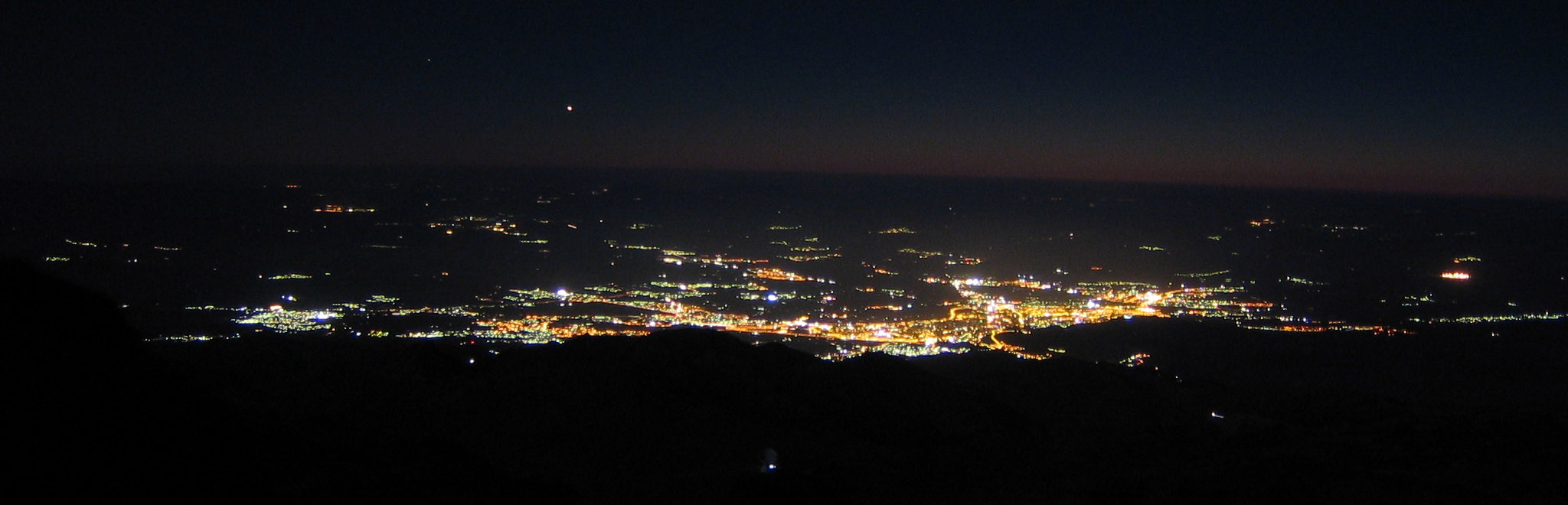
Blick vom Gipfel des Pico del Veleta auf die ca. 30 km (Luftlinie) entfernte und ca. 750 m hochgelegene Stadt Granada bei Nacht

Der Pico del Veleta („Veletaspitze“) ist mit 3396 msnm der zweithöchste Berg der Sierra Nevada und der dritthöchste auf dem Festland Spaniens.

## Zufahrt
Eine Besonderheit stellt die bis zum Gipfel führende höchstgelegene Straße Europas dar, die eine Herausforderung für Fahrradfahrer darstellt und als Teststrecke von Automobilherstellern verwendet wird. Die Wahrscheinlichkeit, auf der Passstrecke Erlkönige anzutreffen, ist recht hoch. Kurz vor dem Gipfel zweigt ein ca. 6 km langer Wanderweg zum höchsten Berg der Sierra Nevada, dem Mulhacén (3482 m) ab.
Die Straße zum Pico del Veleta beginnt im unteren Tal in der Nähe des Ortes Cenes de la Vega. In rund 1600 m Höhe befindet sich das Verwaltungs- und Informationszentrum des Natur- und Nationalparks. Rund 900 m höher mündet die Straße von der "Sierra Nevada Ski Station" ein. In 2550 m Höhe schließlich ist die Straße für den motorisierten Verkehr nach einer Schranke ohne Sondergenehmigung nicht befahrbar. Auf dieser Höhe liegt dann auch das höchstgelegene Hotel Spaniens (2550 msnm), Souvenirläden und kleine Snackshops befinden sich auf einem Parkplatz etwas unterhalb.
Fahrradfahrer dürfen aber die weitere Straßenführung benutzen. Im Winter kann der Gipfel zudem durch Skilifte, welche auch von der Skistation aus beginnen, erreicht werden.

## Gletscher
Unterhalb des Gipfels gab es den bereits in der Mitte des 20. Jahrhunderts verschwundenen südlichsten Gletscher Europas Corral de la Veleta.

## Radioteleskop
In der Nähe befindet sich ein Radioteleskop mit einer Schüssel von ca. 30 m Durchmesser des IRAM.

## Flora und Fauna
Informationsmaterial über die Flora (wie z. B. Disteln) und die Fauna (wie z. B. Schlangen) liegen sowohl im Nationalparkhaus als auch in einer Hütte neben dem Schlagbaum aus. Einige Bereiche des Berges sind als Naturschutzgebiet ausgewiesen und für Touristen nicht zugänglich. Besonders eindrucksvoll sind die großen Herden von Iberiensteinböcken, die ab etwa 2900 Höhenmetern die kargen Schieferhänge bewohnen und sich auch von Wanderern und Radfahrern keineswegs stören lassen.

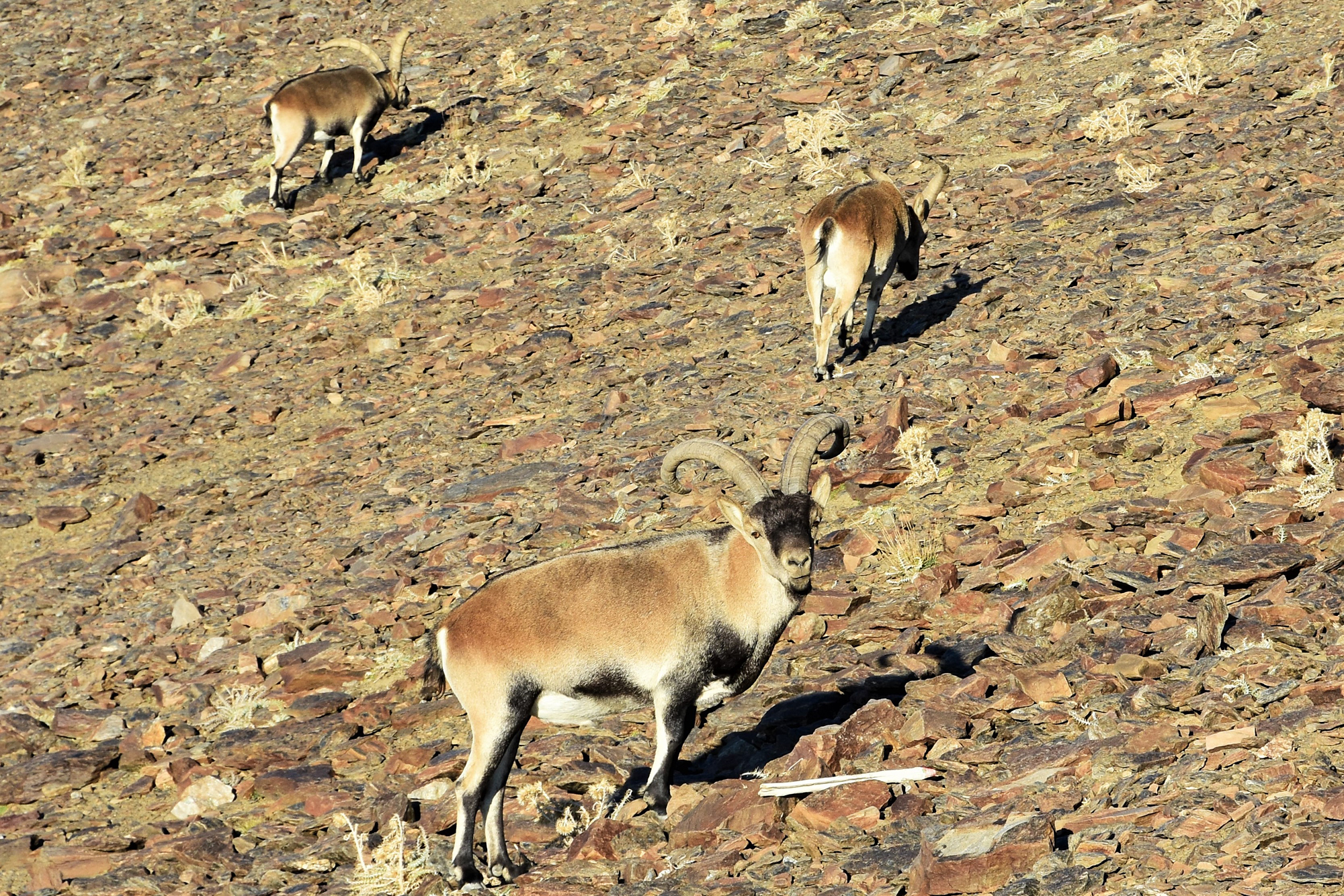
Männliche Iberiensteinböcke am Pico del Veleta